# Albarracín
Albarracín  (in lingua aragonese Albarrazín) è un comune spagnolo di 1 097 abitanti situato nella comunità autonoma dell'Aragona. È sede episcopale unitamente a Teruel. La sua economia si basa sul turismo e sull'industria del legno.
Il comune è anche il capoluogo della comarca della Sierra de Albarracín.

## Geografia fisica
Posta su una collina dei Monti Universales, è città medioevale su uno sperone roccioso tagliato per quattro quinti della sua estensione da un burrone generato dal fiume Guadalaviar. che crea come un fossato naturale di difesa all'abitato aggiungendosi ad una imponente cerchia di mura che terminano al Castillo del Andador. All'altitudine di 1171 metri che lo condiziona, il suo clima può classificarsi come mediterraneo di montagna con temperatura media annua di 11 °C e di precipitazioni annue di 400 mm. Abitata già in epoca preistorica come dimostrano le pitture rupestri del Rodeno, fu prima insediamento celtico, poi romano, successivamente dei goto-romani cristianizzati che la chiamarono Santa Maria de Oriente. Con la conquista islamica della penisola iberica del 711 si stabilì qui la tribù berbera degli Ibn Racin (da cui deriva il nome attuale) dipendente dal Califfato di Cordova. Con la disgregazione del Califfato nel 1032 si costituì indipendente in un regno Taifa musulmano (Taifa di Albarracín) durò per 94 anni fino a quando, con l'arrivo degli Almoravidi in Spagna, passò al regno di Valencia. Protetta sempre dalle mura e dal castello costruiti dagli arabi, oltre che dalla sua posizione naturale, la città compì un ulteriore rafforzamento delle mura nel secolo XII quando fu ceduta ad una nobile famiglia cristiana aragonese degli Azagra che ne fecero una signoria indipendente da Castiglia e da Aragona con un proprio vescovado. Gli Azagra diedero impulso all'economia cittadina basata sull'allevamento del bestiame, sul commercio e sull'industria della lana per la quale c'erano sodatoi, telai e mulini. Dopo il tentativo fallito di Giacomo I  nel 1220, riuscì nel 1285 a conquistare Albarracin Pietro III d'Aragona e in seguito a ciò la città perse definitivamente a sua indipendenza diventando parte del regno di Aragona dal 1300. Questo succedersi di sforzi per conquistare Albarracin è dato dalla importanza strategica della sua posizione geografica e del suo sistema difensivo e lo dimostra l'impegno che misero poi i re d'Aragona, specialmente Giacomo II e Pietro IV nel restaurare, ampliare e fortificare il complesso difensivo. La città per oltre due secoli rimase chiusa entro la cerchia di mura con le sue strade strette, quasi completamente senza spazi liberi o piazze e con le case addossate le une alle altre per la necessità di utilizzare al massimo il terreno delimitato
dalle mura. Quando agli inizi del XVI secolo con l'introduzione dei nuovi mezzi di offesa militare le mura persero di valore, si costruì un barrio (quartiere) extramurario del Portal de Molina in pianura dove andarono alcuni gruppi famigliari, ma ciò non privò il centro montano della sua economia come dimostra l'esistenza di opifici per la fabbricazione di panni e filati fra il Castello e la chiesa di Santa Maria, barrio che venne distrutto durante la guerra d'indipendenza contro i napoleonidi agli inizi del XIX secolo. Da allora iniziò il declino della città.
La guerra civile dal 1937 al 1939 causò la distruzione di molte case, ne è seguita la ricostruzione che utilizzando anche qualche spazio resosi disponibile dalle case distrutte ma non ricostruite ha potuto dotare la città di qualche piazza e giardino lasciando però immutato l'aspetto medioevale complessivo che fa di questa piccola città un esempio quasi unico di architettura e urbanistica del Medioevo.

## Monumenti e luoghi d'interesse turistico
La città intera è un monumento con la sua posizione, con le sue strade strette e i suoi vicoli che vincono le asperità del terreno con scalinate piccoli passaggi fra le case con mura irregolari di colore rossiccio con le trabeazioni di legno in difficile equilibrio con le gronde che si toccano.  Il gesso utilizzato nelle costruzioni assieme al legno è più leggero e facile da modellare che la pietra e questa architettura di gesso e legno è più leggera e meno costosa di quella di pietra e permette di ridurre il volume dei muri, cosa essenziale per una città in cui ci sia poco spazio per costruire congiunta alla necessità di risparmiare nel costo delle abitazioni, come fu per Albarracin nel Medio Evo che disponeva in abbondanza di legno da costruzione nelle foreste della vicina Sierra ma di pochissimo spazio entro la cinta muraria e di una economia non certo florida delle classi popolari. Ciò non determina però una trascuratezza dell'ornamentazione degli edifici che mostrano all'ammirazione dei visitatori le porte e i battagli in legno ben lavorato. Non a caso l'intero borgo di Albarraacin è stato dichiarato monumento nazionale e gli stessi principi delle Asturie (cioè il principe ereditario e sua moglie) hanno scelto recentemente Albarracin come seconda meta della loro luna di miele dopo il matrimonio fastosamente celebrato.
Anche se ciò che fa di questa piccola città un gioiello è l'intero borgo medioevale non mancano alcuni edifici che si distinguono:
- Mura la bellissima e potente cinta muraria si compone di due parti: la prima. risalente al periodo arabo dell'XI secolo, e sale al bastione dell'alcàzar e alla torre de l'Andador, l'altra, risalente a dopo la riconquista cristiana, è del secolo XIV e forma un secondo tratto di mura alte 12 metri e dello spessore medio di 1 metro rinforzato da torrioni a base quadrata.
- Catedral de el Salvador Costruita intorno al 1200 sul punto più alto della cittadella, fu poi rifatta in forme rinascimentali fra il 1530 e il 1540 con una imponente torre campanaria ultimata nel 1593.
- Palacio Episcopal del secolo XV.
- Ayuntamiento la sede municipale si trova nella Plaza Mayor al centro del nucleo antico e risale ai secoli XIV-XVI.
- Plaza Mayor unica piazza del centro antico. È sede per lo svolgimento delle feste tradizionali patronali e non religiose come quella che dura dal 15 al 17 settembre in cui la piazza viene chiusa e trasformata in una piccola arena dove si effettuano le corride, o quella del 30 aprile in cui si cantano i "Mayos" che esaltano la bellezza femminile.
- Torres del Agua e del Aguador del periodo di Banu Razin riparate durante il governo di questa famiglia.
- Torre de doňa Blanca appartenente all'epoca feudale ed è legata ad una leggenda secondo la quale Blanca de Aragon vi morì di pena e tristezza e nelle notti di plenilunio la sua anima verrebbe sulle rive del rio Guadalaviar dove il suo spirito s'immerge.
- case notevoli sono quelle della Julianeta, e della calle Azagra.
- Museo del Juguete museo del giocattolo.
- Museo Catedralicio che conserva arazzi fiamminghi e oggetti di oreficeria, di cui uno è attribuito a Benvenuto Cellini.
- Museo de Albarracín museo di archeologia e arte locale.

L'artigianato locale si caratterizza per il legno scolpito, i balconi e le porte in legno, ceramica.
a 4 km, nella Sierra de Albarracín alla quale è riservata una voce apposita di Wikipedia, c'è il Parque Natural de Arte rupestre con più di venti caverne o ripari della roccia sulle pareti dei quali ci sono figurazioni rupestri colorate.

## Galleria d'immagini

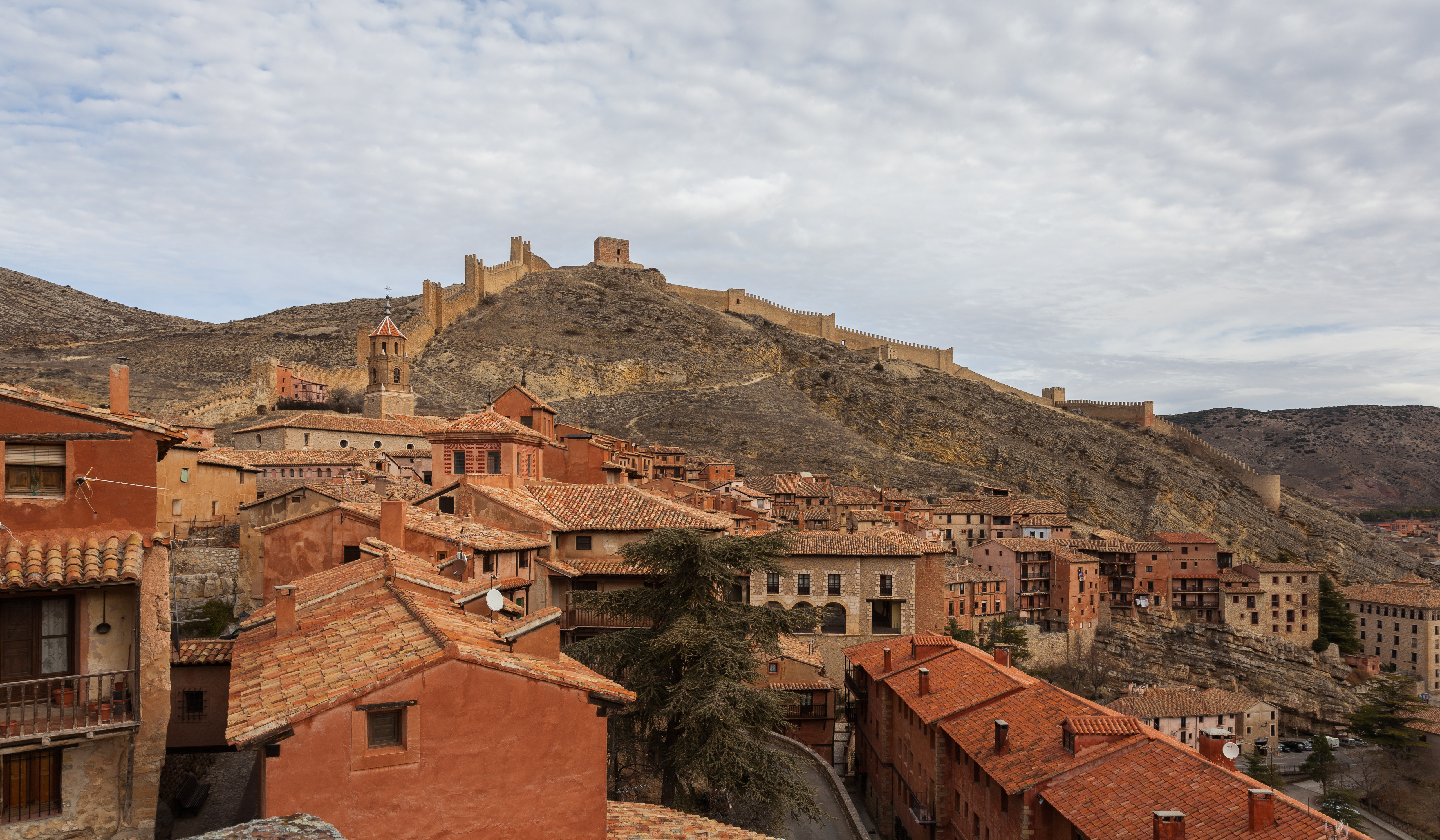
Vista di Albarracín
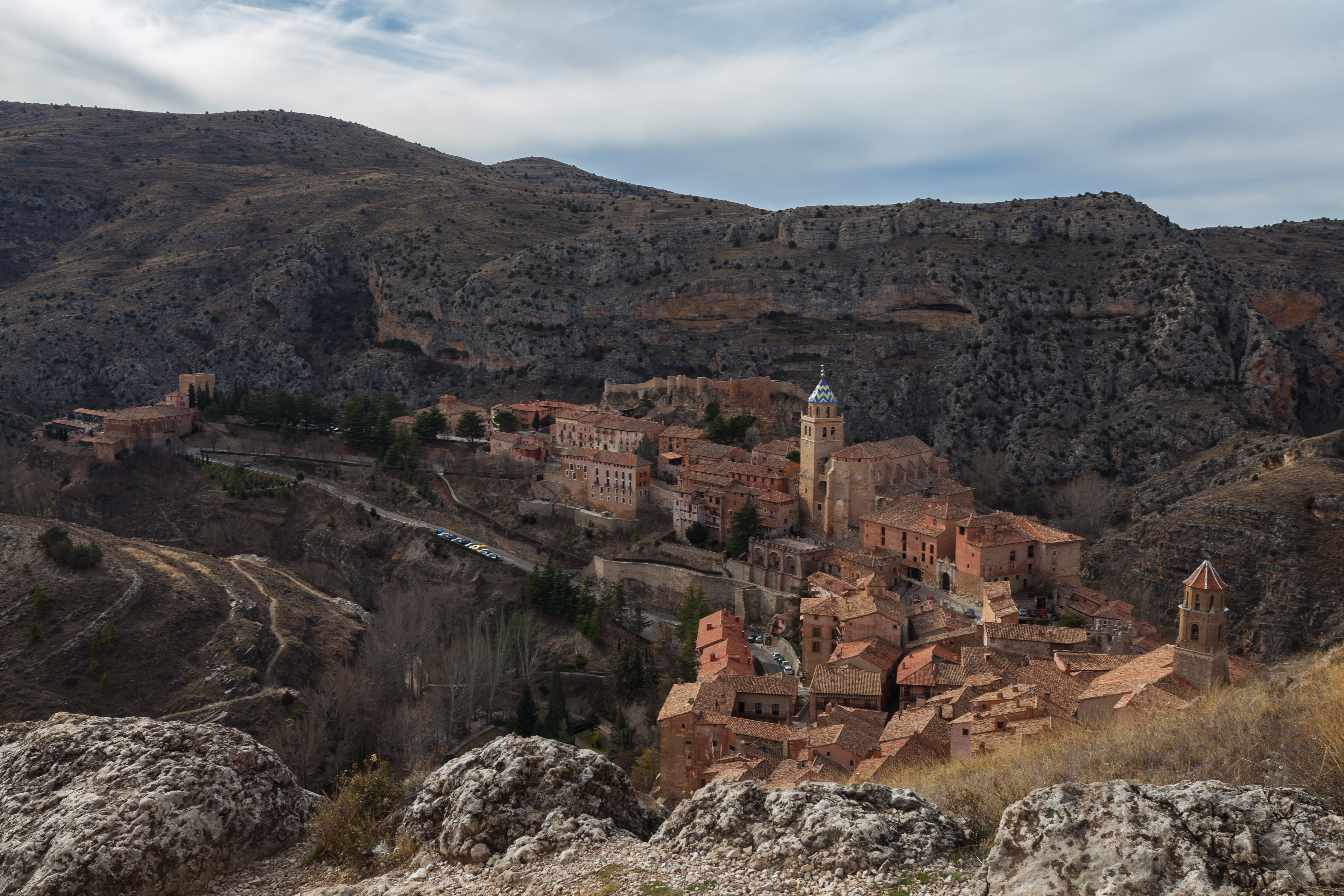
Vista dalle mura esterne
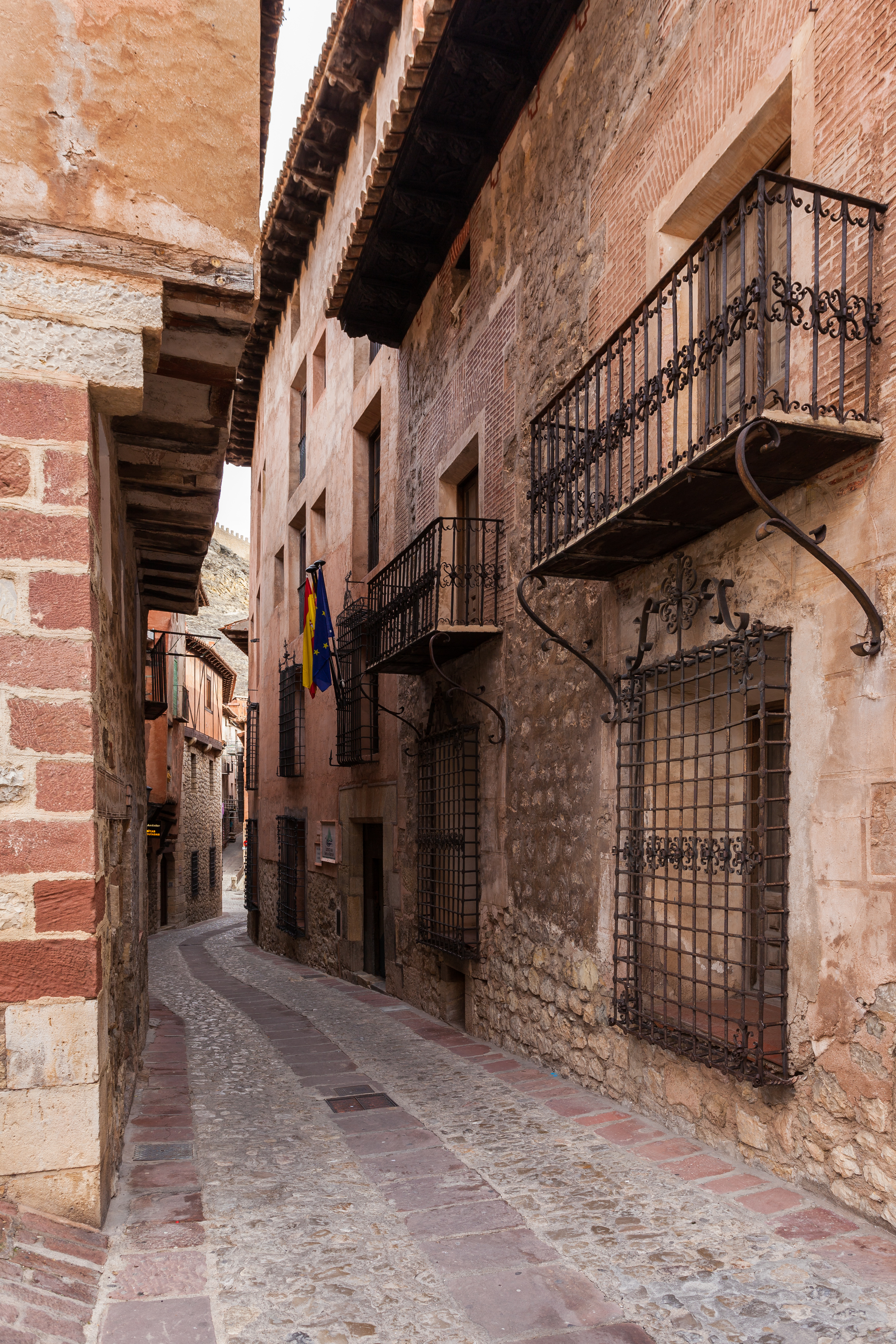
Strada
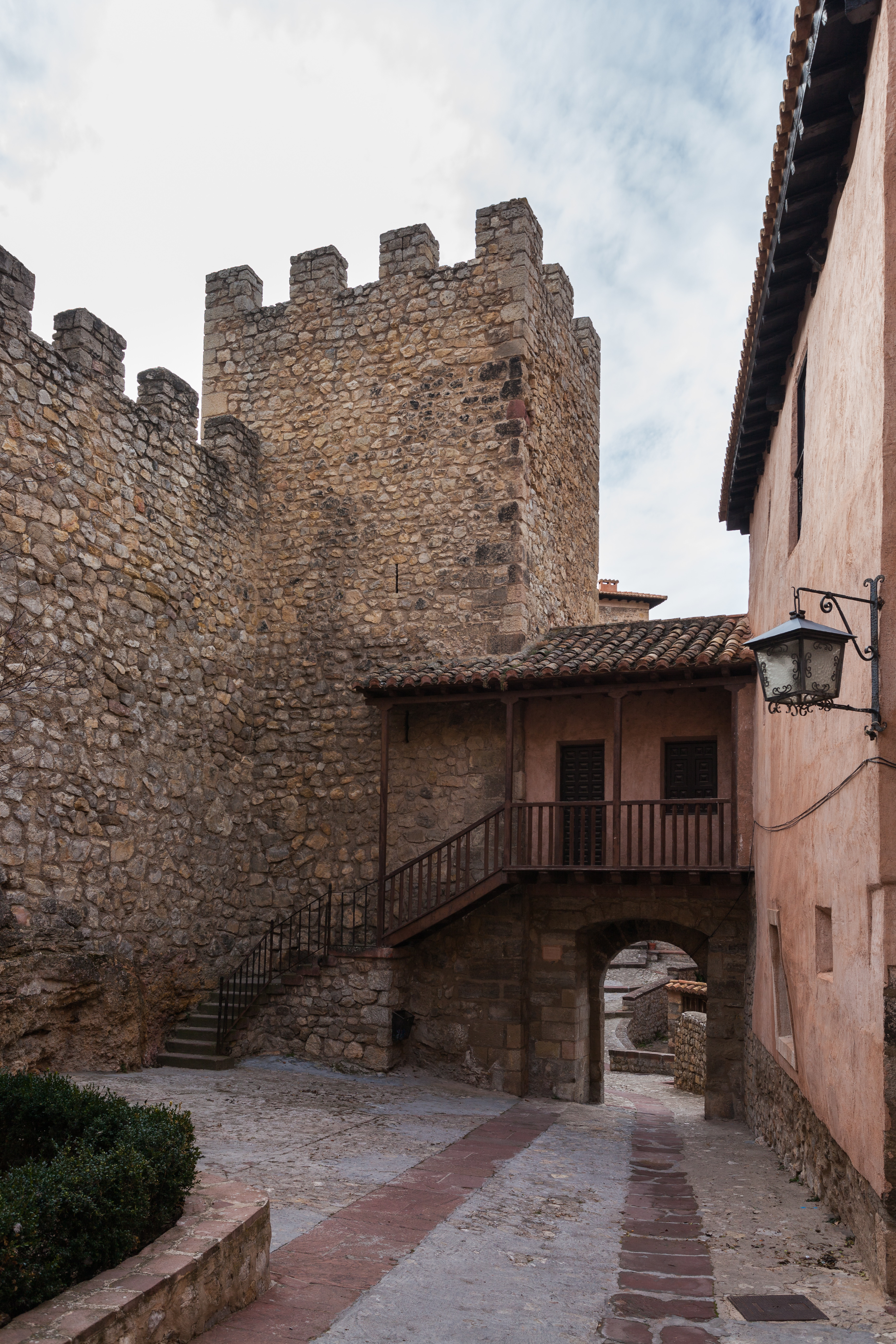
Muro
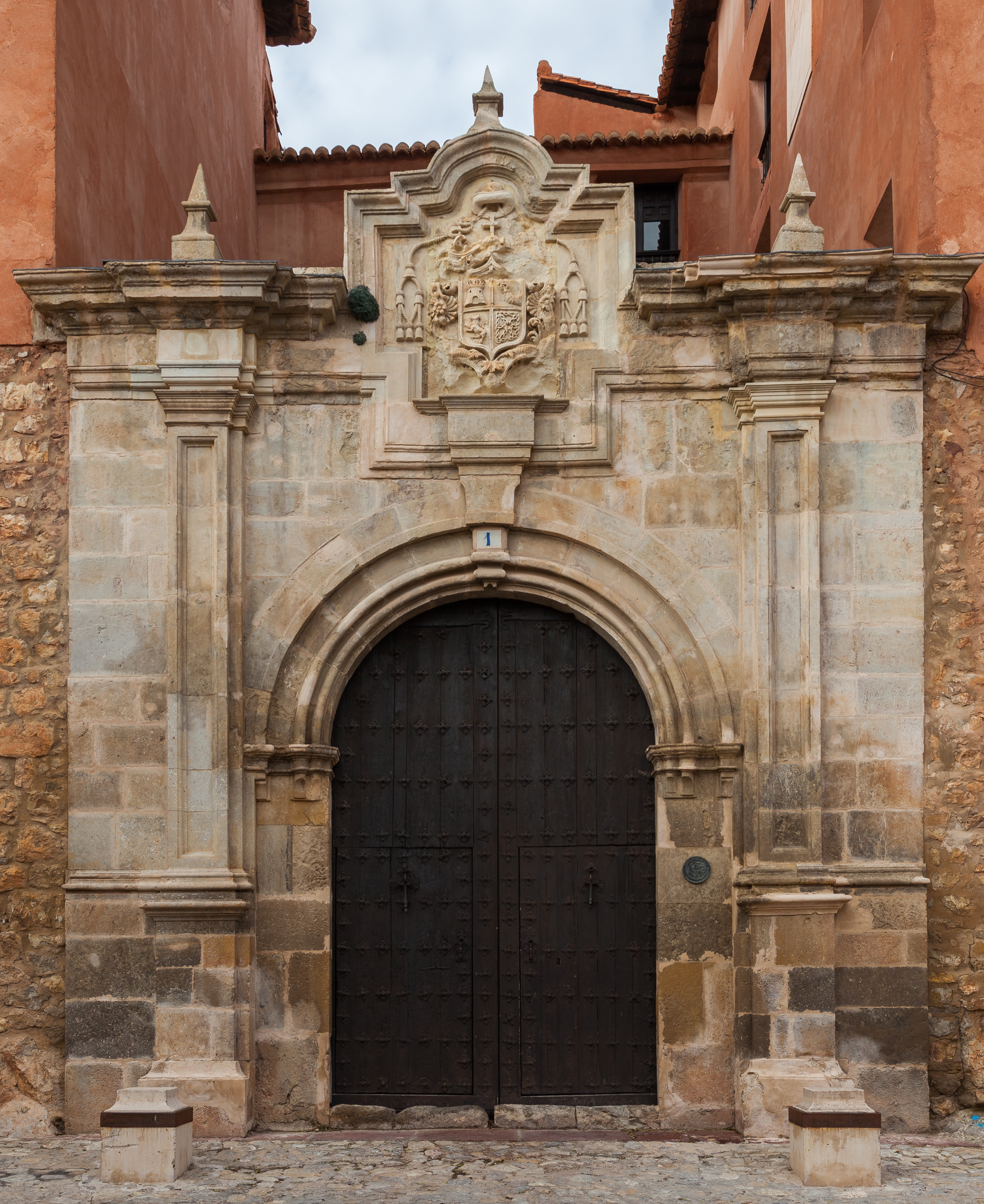
Palazzo vescovile
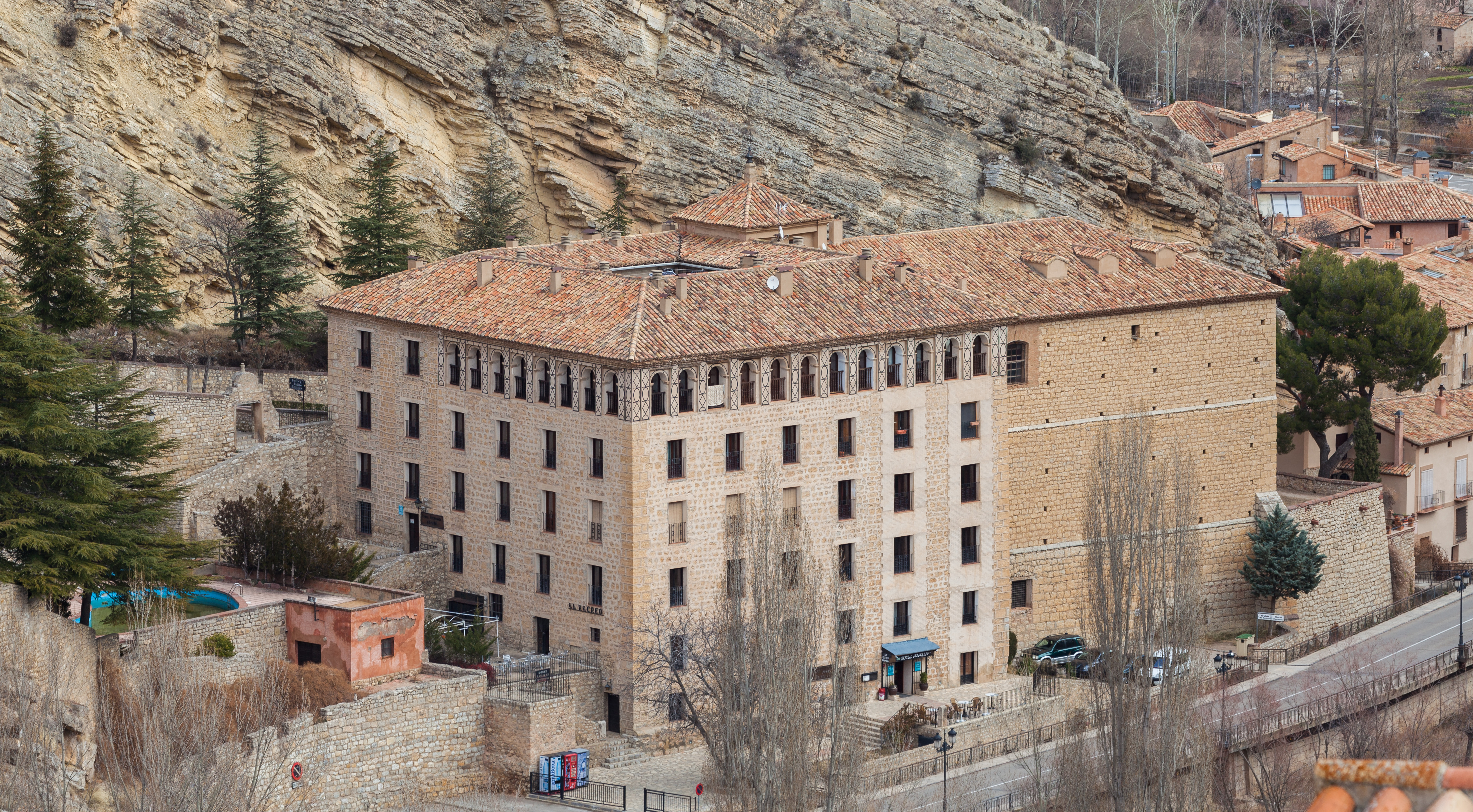
Hotel
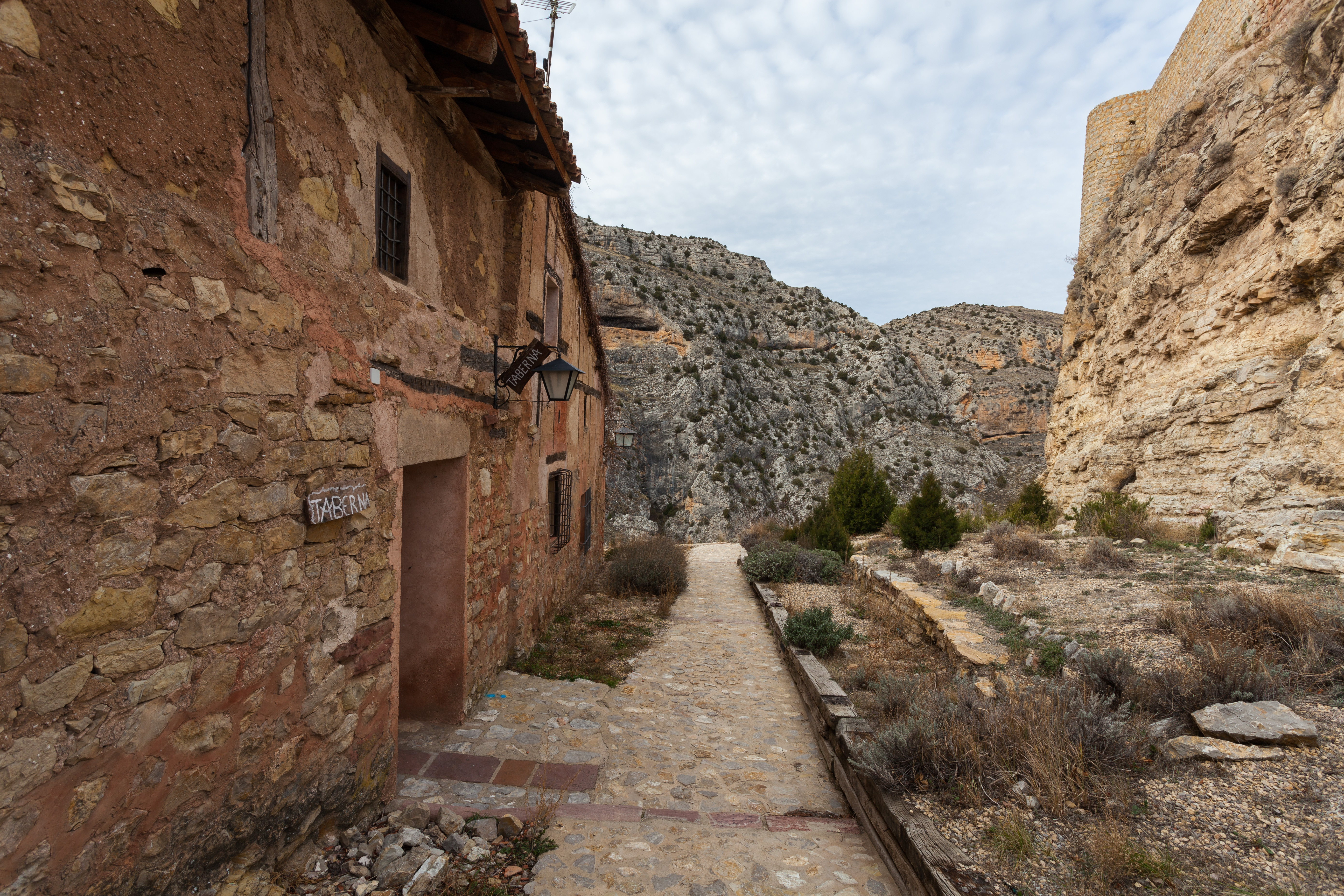
Osteria
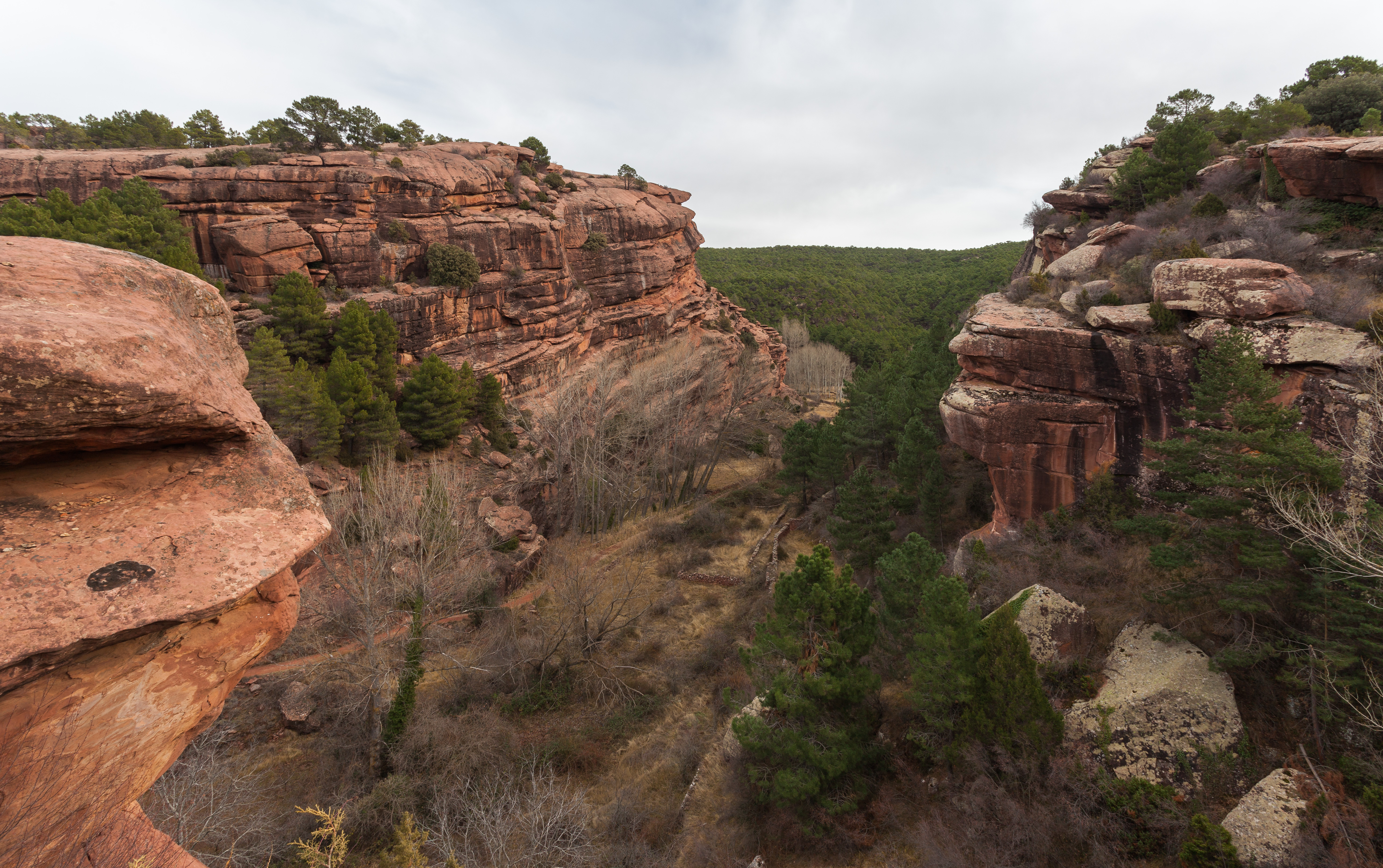
Pinares de Rodeno, vicino a Albarracín